# Земляные тимелии
Земляные тимелии (лат. Pellorneidae) — семейство воробьиных птиц, в основном Старого Света. Птицы довольно разнообразны по размерам и окраске, однако их объединяет мягкое ворсистое оперение. Эти птицы из тропических районов, большая часть которых обитает в Юго-Восточной Азии и на Индийском субконтиненте. Ранее всё семейство включалось в семейство тимелиевых. У семейства сильное морфологическое разнообразие: большинство видов похожи на славковых, сойковых или дроздовых.

## Описание
Мелкие и средних размеров птицы. У них сильные ноги, и многие из птиц ведут наземный образ жизни. Как правило, у них обычные клювы, подобные дроздовым или славковым. У большинства птиц преимущественно бурое оперение, с минимумом полового диморфизма, однако существуют виды и с яркой окраской.
Мигрирует семейство редко, а у большинства видов короткие закругленные крылья, не приспособленные для полёта. Обитают в немного лесистой или кустарниковой средах, от болот до ближайших пустынь. Семейство преимущественно состоит из насекомоядных птиц, однако многие из них питаются ягодами, а крупные виды даже едят мелких ящериц и других позвоночных.

## Классификация
Международный союз орнитологов относит к семейству 15 родов и 70 видов:
- Gampsorhynchus Blyth, 1844 — Белоголовые тимелии (2 вида)
- Graminicola Jerdon, 1863 — Большие сверчки[4] (2 вида)
- Gypsophila Oates, 1883 (6 видов)
- Illadopsis Heine, 1860 (9 видов)
- Kenopia G. R. Gray, 1869 — Кенопы[4] (1 вид)
- Laticilla Blyth, 1845 (2 вида)
- Malacocincla Blyth, 1845 (3 вида)
- Malacopteron Eyton, 1839 — Кустарниковые тимелии (6 видов)
- Napothera G. R. Gray, 1842 — Крапивниковые тимелии (6 видов)
- Pellorneum Swainson, 1832 — Земляные тимелии (18 видов)
- Ptilocichla Sharpe, 1877 — Волосатые тимелии (3 вида)
- Schoeniparus Hume, 1874 (7 видов)
- Turdinus Blyth, 1844 (3 вида)